# Ski alpin aux Jeux olympiques de 2010
Navigation
Turin 2006 Sotchi 2014
Les dix épreuves de ski alpin aux Jeux olympiques d'hiver de 2010 ont lieu du 13 au 27 février 2010 sur le site Whistler Creekside.

## Calendrier
| Calendrier des épreuves de ski alpin | Calendrier des épreuves de ski alpin | Calendrier des épreuves de ski alpin | Calendrier des épreuves de ski alpin | Calendrier des épreuves de ski alpin | Calendrier des épreuves de ski alpin | Calendrier des épreuves de ski alpin | Calendrier des épreuves de ski alpin | Calendrier des épreuves de ski alpin | Calendrier des épreuves de ski alpin | Calendrier des épreuves de ski alpin | Calendrier des épreuves de ski alpin | Calendrier des épreuves de ski alpin | Calendrier des épreuves de ski alpin | Calendrier des épreuves de ski alpin | Calendrier des épreuves de ski alpin | Calendrier des épreuves de ski alpin | Calendrier des épreuves de ski alpin | Calendrier des épreuves de ski alpin |
| Février 2010                         | Février 2010                         | 12                                   | 13                                   | 14                                   | 15                                   | 16                                   | 17                                   | 18                                   | 19                                   | 20                                   | 21                                   | 22                                   | 23                                   | 24                                   | 25                                   | 26                                   | 27                                   | 28                                   |
| ------------------------------------ | ------------------------------------ | ------------------------------------ | ------------------------------------ | ------------------------------------ | ------------------------------------ | ------------------------------------ | ------------------------------------ | ------------------------------------ | ------------------------------------ | ------------------------------------ | ------------------------------------ | ------------------------------------ | ------------------------------------ | ------------------------------------ | ------------------------------------ | ------------------------------------ | ------------------------------------ | ------------------------------------ |
| Hommes                               | Descente                             |                                      |                                      |                                      |                                      |                                      |                                      |                                      |                                      |                                      |                                      |                                      |                                      |                                      |                                      |                                      |                                      |                                      |
| Hommes                               | Slalom                               |                                      |                                      |                                      |                                      |                                      |                                      |                                      |                                      |                                      |                                      |                                      |                                      |                                      |                                      |                                      |                                      |                                      |
| Hommes                               | Slalom géant                         |                                      |                                      |                                      |                                      |                                      |                                      |                                      |                                      |                                      |                                      |                                      |                                      |                                      |                                      |                                      |                                      |                                      |
| Hommes                               | Super-combiné                        |                                      |                                      |                                      |                                      |                                      |                                      |                                      |                                      |                                      |                                      |                                      |                                      |                                      |                                      |                                      |                                      |                                      |
| Hommes                               | Super-G                              |                                      |                                      |                                      |                                      |                                      |                                      |                                      |                                      |                                      |                                      |                                      |                                      |                                      |                                      |                                      |                                      |                                      |
| Femmes                               | Descente                             |                                      |                                      |                                      |                                      |                                      |                                      |                                      |                                      |                                      |                                      |                                      |                                      |                                      |                                      |                                      |                                      |                                      |
| Femmes                               | Slalom                               |                                      |                                      |                                      |                                      |                                      |                                      |                                      |                                      |                                      |                                      |                                      |                                      |                                      |                                      |                                      |                                      |                                      |
| Femmes                               | Slalom géant                         |                                      |                                      |                                      |                                      |                                      |                                      |                                      |                                      |                                      |                                      |                                      |                                      |                                      |                                      |                                      |                                      |                                      |
| Femmes                               | Super-combiné                        |                                      |                                      |                                      |                                      |                                      |                                      |                                      |                                      |                                      |                                      |                                      |                                      |                                      |                                      |                                      |                                      |                                      |
| Femmes                               | Super-G                              |                                      |                                      |                                      |                                      |                                      |                                      |                                      |                                      |                                      |                                      |                                      |                                      |                                      |                                      |                                      |                                      |                                      |

|  | Report de l'épreuve |
|  | Jour de l'épreuve   |

## Médaillés

### Hommes
| Épreuve                           | Or                       | Or            | Argent                   | Argent        | Bronze                   | Bronze        |
| --------------------------------- | ------------------------ | ------------- | ------------------------ | ------------- | ------------------------ | ------------- |
| Descente résultats détaillés      | Didier Défago (SUI)      | 1 min 54 s 31 | Aksel Lund Svindal (NOR) | 1 min 54 s 38 | Bode Miller (USA)        | 1 min 54 s 40 |
| Super G résultats détaillés       | Aksel Lund Svindal (NOR) | 1 min 30 s 34 | Bode Miller (USA)        | 1 min 30 s 62 | Andrew Weibrecht (USA)   | 1 min 30 s 65 |
| Slalom géant résultats détaillés  | Carlo Janka (SUI)        | 2 min 37 s 83 | Kjetil Jansrud (NOR)     | 2 min 38 s 22 | Aksel Lund Svindal (NOR) | 2 min 38 s 44 |
| Slalom résultats détaillés        | Giuliano Razzoli (ITA)   | 1 min 39 s 32 | Ivica Kostelić (CRO)     | 1 min 39 s 48 | André Myhrer (SWE)       | 1 min 39 s 76 |
| Super combiné résultats détaillés | Bode Miller (USA)        | 2 min 44 s 92 | Ivica Kostelić (CRO)     | 2 min 45 s 25 | Silvan Zurbriggen (SUI)  | 2 min 45 s 32 |

### Femmes
| Épreuve                           | Or                        | Or            | Argent               | Argent        | Bronze                | Bronze        |
| --------------------------------- | ------------------------- | ------------- | -------------------- | ------------- | --------------------- | ------------- |
| Descente résultats détaillés      | Lindsey Vonn (USA)        | 1 min 44 s 19 | Julia Mancuso (USA)  | 1 min 44 s 75 | Elisabeth Görgl (AUT) | 1 min 45 s 65 |
| Super G résultats détaillés       | Andrea Fischbacher (AUT)  | 1 min 20 s 14 | Tina Maze (SLO)      | 1 min 20 s 63 | Lindsey Vonn (USA)    | 1 min 20 s 88 |
| Slalom géant résultats détaillés  | Viktoria Rebensburg (GER) | 2 min 21 s 11 | Tina Maze (SLO)      | 2 min 21 s 15 | Elisabeth Görgl (AUT) | 2 min 21 s 25 |
| Slalom résultats détaillés        | Maria Riesch (GER)        | 1 min 42 s 89 | Marlies Schild (AUT) | 1 min 43 s 32 | Šárka Záhrobská (CZE) | 1 min 43 s 90 |
| Super combiné résultats détaillés | Maria Riesch (GER)        | 2 min 9 s 14  | Julia Mancuso (USA)  | 2 min 10 s 08 | Anja Pärson (SWE)     | 2 min 10 s 19 |

## Résultats détaillés

### Hommes

#### Descente
Initialement prévue le samedi 13 février, la descente hommes a été reportée au lundi 15 février en raison de la météo défavorable.
| Rang               | Nation        | Athlète            | Temps         |
| ------------------ | ------------- | ------------------ | ------------- |
| Médaille d'or      | Suisse        | Didier Défago      | 1 min 54 s 31 |
| Médaille d'argent  | Norvège       | Aksel Lund Svindal | 1 min 54 s 38 |
| Médaille de bronze | États-Unis    | Bode Miller        | 1 min 54 s 40 |
| 4                  | Autriche      | Mario Scheiber     | 1 min 54 s 52 |
| 5                  | Canada        | Erik Guay          | 1 min 54 s 64 |
| 6                  | Suisse        | Didier Cuche       | 1 min 54 s 67 |
| 7                  | France        | David Poisson      | 1 min 54 s 82 |
| 8                  | Liechtenstein | Marco Büchel       | 1 min 54 s 84 |

(fr + en) Résultats officiels détaillés [PDF]

#### Super-G
| Rang               | Nation     | Athlète             | Temps         |
| ------------------ | ---------- | ------------------- | ------------- |
| Médaille d'or      | Norvège    | Aksel Lund Svindal  | 1 min 30 s 34 |
| Médaille d'argent  | États-Unis | Bode Miller         | 1 min 30 s 62 |
| Médaille de bronze | États-Unis | Andrew Weibrecht    | 1 min 30 s 65 |
| 4                  | Italie     | Werner Heel         | 1 min 30 s 67 |
| 5                  | Canada     | Erik Guay           | 1 min 30 s 68 |
| 6                  | Italie     | Christof Innerhofer | 1 min 30 s 73 |
| 7                  | Italie     | Patrick Staudacher  | 1 min 30 s 74 |
| 8                  | Suisse     | Carlo Janka         | 1 min 30 s 83 |

#### Slalom géant
Initialement prévu le dimanche 21 février, le slalom géant hommes a été reporté au mardi 23 février en raison du déplacement du super-combiné hommes.
| Rang               | Nation    | Athlète            | Temps         |
| ------------------ | --------- | ------------------ | ------------- |
| Médaille d'or      | Suisse    | Carlo Janka        | 2 min 37 s 83 |
| Médaille d'argent  | Norvège   | Kjetil Jansrud     | 2 min 38 s 22 |
| Médaille de bronze | Norvège   | Aksel Lund Svindal | 2 min 38 s 44 |
| 4                  | Autriche  | Marcel Hirscher    | 2 min 38 s 52 |
| 5                  | Autriche  | Romed Baumann      | 2 min 38 s 80 |
| 6                  | Autriche  | Benjamin Raich     | 2 min 38 s 83 |
| 7                  | Croatie   | Ivica Kostelić     | 2 min 38 s 88 |
| 8                  | Allemagne | Felix Neureuther   | 2 min 39 s 06 |

#### Slalom
| Rang               | Nation   | Athlète          | Temps         |
| ------------------ | -------- | ---------------- | ------------- |
| Médaille d'or      | Italie   | Giuliano Razzoli | 1 min 39 s 32 |
| Médaille d'argent  | Croatie  | Ivica Kostelić   | 1 min 39 s 48 |
| Médaille de bronze | Suède    | Andre Myhrer     | 1 min 39 s 76 |
| 4                  | Autriche | Benjamin Raich   | 1 min 39 s 81 |
| 5                  | Autriche | Marcel Hirscher  | 1 min 40 s 20 |
| 6                  | Slovénie | Mitja Valenčič   | 1 min 40 s 35 |
| 7                  | Italie   | Manfred Moelgg   | 1 min 40 s 45 |
| 8                  | Canada   | Julien Cousineau | 1 min 40 s 66 |

#### Super-combiné
Initialement prévu le mardi 16 février, le super-combiné hommes a été reporté au dimanche 21 février en raison de la météo défavorable.
| Rang               | Nation             | Athlète             | Temps         |
| ------------------ | ------------------ | ------------------- | ------------- |
| Médaille d'or      | États-Unis         | Bode Miller         | 2 min 44 s 92 |
| Médaille d'argent  | Croatie            | Ivica Kostelić      | 2 min 45 s 25 |
| Médaille de bronze | Suisse             | Silvan Zurbriggen   | 2 min 45 s 32 |
| 4                  | Suisse             | Carlo Janka         | 2 min 45 s 54 |
| 5                  | États-Unis         | Ted Ligety          | 2 min 45 s 82 |
| 6                  | Autriche           | Benjamin Raich      | 2 min 46 s 13 |
| 7                  | République tchèque | Ondrej Bank         | 2 min 46 s 19 |
| 8                  | Italie             | Christof Innerhofer | 2 min 46 s 45 |
| 9                  | Norvège            | Kjetil Jansrud      | 2 min 46 s 50 |
|                    |                    |                     |               |
|                    |                    |                     |               |
|                    |                    |                     |               |

### Femmes

#### Descente
| Rang               | Nation     | Athlète               | Temps         |
| ------------------ | ---------- | --------------------- | ------------- |
| Médaille d'or      | États-Unis | Lindsey Vonn          | 1 min 44 s 19 |
| Médaille d'argent  | États-Unis | Julia Mancuso         | 1 min 44 s 75 |
| Médaille de bronze | Autriche   | Elisabeth Görgl       | 1 min 45 s 65 |
| 4                  | Autriche   | Andrea Fischbacher    | 1 min 45 s 68 |
| 5                  | Suisse     | Fabienne Suter        | 1 min 46 s 17 |
| 6                  | Canada     | Britt Janyk           | 1 min 46 s 21 |
| 7                  | France     | Marie Marchand-Arvier | 1 min 46 s 22 |
| 8                  | Allemagne  | Maria Riesch          | 1 min 46 s 26 |

#### Super-G
| Rang               | Nation     | Athlète            | Temps         |
| ------------------ | ---------- | ------------------ | ------------- |
| Médaille d'or      | Autriche   | Andrea Fischbacher | 1 min 20 s 14 |
| Médaille d'argent  | Slovénie   | Tina Maze          | 1 min 20 s 63 |
| Médaille de bronze | États-Unis | Lindsey Vonn       | 1 min 20 s 88 |
| 4                  | Italie     | Johanna Schnarf    | 1 min 20 s 99 |
| 5                  | Autriche   | Elisabeth Görgl    | 1 min 21 s 14 |
| 6                  | Suisse     | Nadia Styger       | 1 min 21 s 25 |
| 7                  | Italie     | Lucia Recchia      | 1 min 21 s 43 |
| 8                  | Allemagne  | Maria Riesch       | 1 min 21 s 46 |

#### Slalom géant
La première manche du slalom géant dames a été courue le 24 février. La seconde, initialement prévue à 13:15 (PST), a été annulée après avoir été repoussée à plusieurs reprises. Finalement, elle fut courue le 25 février à 9:30. La première manche restant néanmoins valide bien que le règlement stipule que les deux manches devraient être courues le même jour.
| Rang               | Nation     | Athlète             | Temps         |
| ------------------ | ---------- | ------------------- | ------------- |
| Médaille d'or      | Allemagne  | Viktoria Rebensburg | 2 min 27 s 11 |
| Médaille d'argent  | Slovénie   | Tina Maze           | 2 min 27 s 15 |
| Médaille de bronze | Autriche   | Elisabeth Görgl     | 2 min 27 s 25 |
| 4                  | Suisse     | Fabienne Suter      | 2 min 27 s 52 |
| 5                  | Autriche   | Kathrin Zettel      | 2 min 27 s 53 |
| 6                  | Allemagne  | Kathrin Hölzl       | 2 min 27 s 58 |
| 7                  | Autriche   | Eva-Maria Brem      | 2 min 27 s 62 |
| 8                  | États-Unis | Julia Mancuso       | 2 min 27 s 66 |

#### Slalom
| Rang               | Nation             | Athlète                | Temps         |
| ------------------ | ------------------ | ---------------------- | ------------- |
| Médaille d'or      | Allemagne          | Maria Riesch           | 1 min 42 s 89 |
| Médaille d'argent  | Autriche           | Marlies Schild         | 1 min 43 s 32 |
| Médaille de bronze | République tchèque | Sarka Zahrobska        | 1 min 43 s 90 |
| 4                  | Suède              | Maria Pietilae-Holmner | 1 min 44 s 22 |
| 5                  | France             | Sandrine Aubert        | 1 min 44 s 46 |
| 6                  | Finlande           | Tanja Poutiainen       | 1 min 44 s 93 |
| 7                  | Autriche           | Elisabeth Görgl        | 1 min 44 s 97 |
| 8                  | Italie             | Nicole Gius            | 1 min 45 s 01 |

#### Super-combiné
Initialement prévu le dimanche 14 février, le super-combiné femmes a été reporté au jeudi 18 février en raison de la météo défavorable. L'épreuve de slalom fut marquée par la chute de Lindsey Vonn qui enfourcha une porte alors qu'elle menait après l'épreuve de descente.
| Rang               | Nation             | Athlète         | Temps         |
| ------------------ | ------------------ | --------------- | ------------- |
| Médaille d'or      | Allemagne          | Maria Riesch    | 2 min 09 s 19 |
| Médaille d'argent  | États-Unis         | Julia Mancuso   | 2 min 10 s 08 |
| Médaille de bronze | Suède              | Anja Pärson     | 2 min 10 s 19 |
| 4                  | Autriche           | Kathrin Zettel  | 2 min 10 s 50 |
| 5                  | Slovénie           | Tina Maze       | 2 min 10 s 53 |
| 6                  | Suisse             | Fabienne Suter  | 2 min 10 s 85 |
| 7                  | République tchèque | Sarka Zahrobska | 2 min 11 s 02 |
| 8                  | Italie             | Johanna Schnarf | 2 min 11 s 29 |

## Tableau des médailles
| Rang  | Nation             | Or | Argent | Bronze | Total |
| ----- | ------------------ | -- | ------ | ------ | ----- |
| 1     | Allemagne          | 3  | 0      | 0      | 3     |
| 2     | États-Unis         | 2  | 3      | 3      | 8     |
| 3     | Suisse             | 2  | 0      | 1      | 3     |
| 4     | Norvège            | 1  | 2      | 1      | 4     |
| 5     | Autriche           | 1  | 1      | 2      | 4     |
| 6     | Italie             | 1  | 0      | 0      | 1     |
| 7     | Croatie            | 0  | 2      | 0      | 2     |
| 7     | Slovénie           | 0  | 2      | 0      | 2     |
| 9     | Suède              | 0  | 0      | 2      | 2     |
| 10    | République tchèque | 0  | 0      | 1      | 1     |
| Total | Total              | 10 | 10     | 10     | 30    |